# 临江村 (君山区)
29°33′22″N 112°50′36″E / 29.556243°N 112.843471°E
临江村是中华人民共和国湖南省岳阳市君山区许市镇的行政村之一，西接金盆村，东邻普兴村，北靠柿树岭，南边是建新农场。